# You Know the Way
You Know the Way è un brano del 1979 composto da Pino Presti, pubblicato come singolo 7" dalla Baby Records in Italia e nello stesso anno come 12" dalla Newyorkese Emergency Records negli Stati Uniti.

## Il disco
Composizione funk / dance, arrangiata per grande orchestra e coro e caratterizzata da due linee di basso sovrapposte, venne realizzata da Pino Presti (nell'occasione anche frontman) ai "Country Lane Studios" di Monaco di Baviera, con la partecipazione del musicista-produttore inglese Geoff Bastow, autore del testo e collaboratore nelle varie fasi della realizzazione. 

## Sigla televisiva

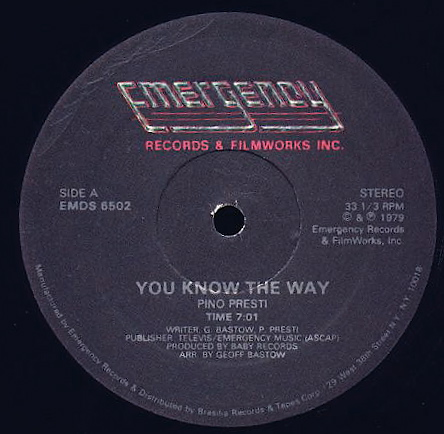
You Know the Way (12" Label)

You Know the Way venne scelto dal regista Enzo Trapani come sigla d"apertura e colonna sonora, insieme ad altre composizioni scritte da Pino Presti, del varietà televisivo in sei puntate C'era due volte, che vide tra i protagonisti nelle sontuse, surreali scenografie ideate da Trapani, il cantante di Raggae Giamaicano Peter Tosh e in video lo stesso Presti al basso elettrico,  con tre modelle "coriste" tedesche (che appaiono anche nella cover del disco) e con il percussionista nigeriano George Aghedo (anch'egli nell'immagine di copertina). (RAI 2, 1980).

## Tracce
7" Single (Baby / BR 095)
1. You Know the Way (Part I) (Geoff Bastow / Pino Presti) - 3:09
2. You Know the Way (Part II) (Geoff Bastow / Pino Presti) - 3:05

12" Maxi (Emergency 33 ⅓ RPM EMDS 6502 US)
1. You Know the Way - 7:01
2. You Know the Way (Mono) - 7:01

Nel 2016 l'etichetta Best Record Italy pubblica il vinile 12" contenente nel lato B la versione estesa inedita che fu realizzata dal deejay statunitense Tee Scott ma mai pubblicata prima, insieme alla versione originale.